# Plaça Clavé (Cardedeu)
La Plaça Clavé és una plaça pública de Cardedeu (Vallès Oriental) inclosa a l'Inventari del Patrimoni Arquitectònic de Catalunya.

## Descripció
Plaça de caràcter rectangular, encara que de forma irregular, forma part del centre de la vila. En ella hi van a parar els carrers de Sant Antoni, la Diagonal Fivaller, el carrer Teresa Oller, el carrer Vilaseca i el de Baix; per la part nord encaixa amb la pl. de l'Església. Els edificis que l'envolten són de diverses èpoques: des de la finestra del forn del 1550 fins a modernes edificacions de diverses plantes d'alçada. Al centre de la plaça hi ha un monument als cors Clavé i un pas pels transeünts. La plaça té una densa circulació, i exerceix la funció de distribució de tot el trànsit del centre de la vila.

## Història
Aquesta plaça es va inaugurar l'any 1932, després d'enderrocar diverses cases i edificis i pudent ajuntar l'antiga pl. Llovins i la pl. Vella. L'existència de la pl. Vella data des dels orígens de la Vila; hi havia un porxo que fou enderrocada a l'any 1877 per facilitar el pas dels carros. La plaça dels Llovins es construí l'any 1899, enderrocant velles edificacions a la cantonada del c/ de Sant Antoni, junt al dels Srs. Granès-Espinach. A L'any 1930 els veïns aportaren 20.250 pts. per la construcció de la nova plaça. Des de llavors a la pl. Clavé s'ha vingut fent el mercat. En els darrers temps la plaça s'ha transformat per complet: a la banda de llevant, després de l'enderroc d'un ampli edifici del segle xviii, s'hi aixecà un bloc de pisos, mentre a la banda de ponent s'enderrocà una casa de pisos de principis del segle xix, per bastir-hi en el seu lloc un edifici de quatre planta.